# Фтон

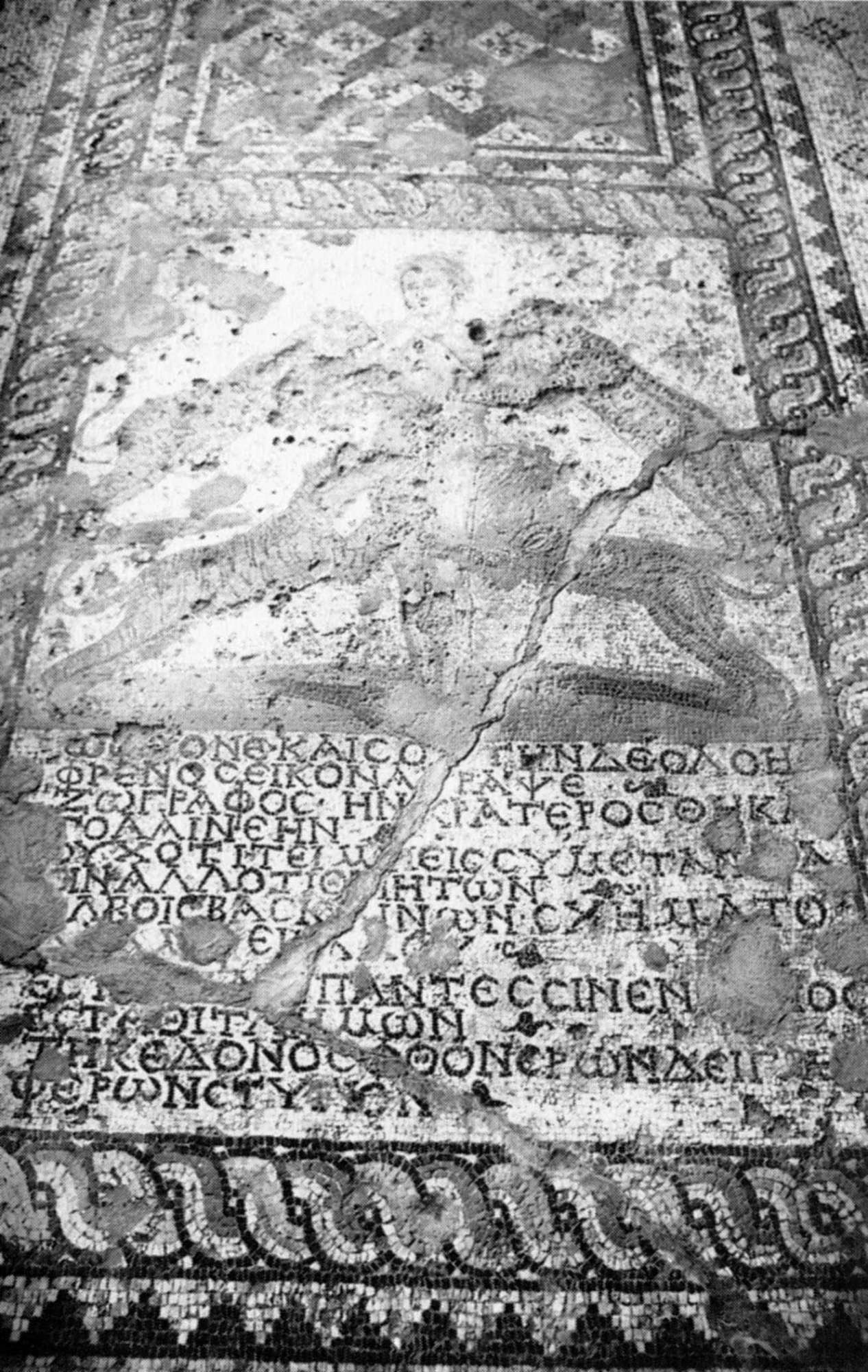
Фтона раздирают дикие звери. Мозаика 300 г. до н. э.

Фтон или Фтоно (греч. Φθόνος, лат. Phthonus), а также Зелус — в древнегреческой мифологии олицетворение ревности и зависти, особенно в романтических вопросах. Фтона часто сравнивают с богиней хаоса и раздора Эридой.
Есть несколько версий кто родители Фтона: первая: он рождённый Афродитой, как и другие эроты; вторая: он сын Диониса или Эреба и Нюкты. У него было много жён, но он всех их убил из-за подозрений в измене.
Фтон олицетворяет противодействие высокомерным людям.
В Деяниях Диониса он стал причиной смерти Семелы, сообщив Гере о романе Зевса и Семелы, также Фтон завидовал Дионису ещё до его рождения, поэтому он вызвал ревность Афины изображением Ареса в доспехах, покрытых фальшивой кровью, при этом он продолжал провоцировать Геру и Афину. Также Фтон появляется в Гимне Каллимаха Аполлону, побуждая бога к спору.
Его женский аналог является Немезида, богиня мести. Но в отличие от Фтона, который тесно связан с романтической ревностью, Немезида тесно связана с жестоким возмездием. Также его римским эквивалентом является Инвидиа.

## Внешние ссылки
- Theoi Project - Phthonos